# Ратко Достанич
Ратко Достанич (серб. Ratko Dostanić, нар. 25 жовтня 1959, Лучані) — югославський футболіст, що грав на позиції захисника. По завершенні ігрової кар'єри — тренер. Відомий за виступами в низці французьких клубів, та за тренерською роботою в низці сербських та закордонних клубах. Володар Суперкубка Болгарії та Кубка Сербії (як тренер).

## Ігрова кар'єра
Ратко Достанич народився 1959 року в місті Лучані, та є вихованцем футбольної школи клубу «Партизан», проте за основну команду клубу так і не зіграв, а 1981 року розпочав грати в складі клубу «Тимок», а в 1983—1986 роках грав у складі команди «Рад». З 1986 до 1992 року Достанич грав у Франції в складі команд «Бурж», «Кан», «Ле-Ман» та «Родез». У 1992 році перейшов до клубу «Ред Стар», а завершував кар'єру в клубах «Шательро» та «Монтлукон», у якому став граючим тренером.

## Кар'єра тренера
Ратко Достанич розпочав тренерську кар'єру, ще продовжуючи грати на полі, 1995 року, ставши граючим тренером французького клубу «Монтлукон». У 1999 році він став асистентом головного тренера клубу «Црвена Звезда», а наступного року очолив інший белградський клуб «Обилич», у якому працював до 2002 року. У 2002 році він став асистентом головного тренера болгарського клубу «Левскі», проте за кілька місяців повернувся до роботи головним тренером клубу, але в 2003 році залишив белградський клуб, та став головним тренером сербського клубу«Смедерево». за кілька місяців сербський тренер очолив болгарський клуб «Славія» (Софія).
У 2004 році Ратко Достанич перший раз став головним тренером команди «Црвена Звезда», тренував белградську команду один рік, а з початку 2006 року вдруге за кар'єру очолив софійську «Славію». У цьому ж році за кілька місяців очолив белградський ОФК, який залишив на початку 2007 року. У 2007 році двічі з невеликим інтервалом очолював сербський клуб «Бежанія». Вже в кінці 2007 року сербський тренер на короткий час став головним тренером грецького клубу «Верія», а на початку 2008 року став головним тренером китайського клубу «Далянь Шиде». У 2008 році Достанич перейшов на роботу до македонського клубу «Вардар», а за кілька місяців до сербського клубу «Срем».
У 2009 році сербський тренер вже як головний тренер очолив болгарський клуб «Левскі», з яким виграв Суперкубок Болгарії. На початку 2010 року знову став головним тренером «Црвена Звезда», з якою став володарем Кубка Сербії, проте в середині 2010 року залишив титулований белградський клуб.
На початку 2011 року Ратко Достанич уперше в кар'єрі став головним тренером грецького клубу «Діагорас», у якому працював до кінця року. Після невеликої перерви в роботі сербський тренер на початку 2013 року очолив грузинський клуб «Зестафоні», а за кілька місяців удруге в кар'єрі став головним тренером грецького клубу «Верія», у якому працював до середини 2014 року. У 014—2015 роках Достанич працював головним тренером туніського клубу «Бізертен». З 2015 до 2016 року сербський тренер був головним тренером грецької команди «Лариса». У 2016—2017 роках тренер працював з іншими грецькими командами «Левадіакос» і «Верія». 2018 року Достанича знову запросили стати головним тренером клубу «Лариса», а в другій половині року він очолював інший грецький клуб «Трикала». У кінці 2018 року Достанич очолив сербський клуб «Ніки» (Волос), а вже на початку 2019 року очолив сербський клуб «Земун». За кілька місяців сербський тренер очолив македонський клуб «Работнічкі», з яким працював до кінця 2020 року. У 2021 році Ратко Достанич працював головним тренером чорногорського клубу «Зета».
Після невеликої перерви у тренерські роботі Достанич удруге за кар'єру очолив туніський клуб «Бізертен», у якому працював протягом 2023 року. на початку 2024 року сербський тренер уже втретє за кар'єру очолив грецький клуб «Діагорас», проте вже за кілька місяців очолив сербський клуб «Дорчол».

## Титули і досягнення

### Як тренера
- Володар Суперкубка Болгарії (1):

«Левскі»: 2009
- Володар Кубка Сербії (1):

«Црвена Звезда»: 2009–2010